# Rebiya Kadeer
Rebiya Kadeer född 21 januari 1947 i Altay, Xinjiang, är en framstående uigurisk affärskvinna och aktivist från Xinjiang i Kina.

## Karriär i affärsvärlden
Kadeer växte upp i fattigdom men byggde upp en förmögenhet genom att starta ett tvätteri. Hon startade senare ett handelsbolag och ett köpcentrum i Xinjiang. Kadeer blev så småningom framstående affärskvinna och var känd som "miljonärskan". Hon representerade Kina på kvinnokonferensen i Peking 1995 och var ledamot i Kinesiska folkets politiskt rådgivande konferens, men blev inte återvald till konferensen 1998 då hon vägrade ta avstånd från sin make som flytt till USA. 1997 startade hon de "tusen mödrarnas rörelse" för att främja utbildning och sysselsättning för uiguriska kvinnor.

## Dissident
I augusti 1999 arresterades hon för att ha "läckt statshemligheter". Det hon hade gjort var att skicka tidningsurklipp till sin make Sidik Rouzi, som hade flyttat till USA och arbetade för det uiguriska programmet i Radio Free Asia. Kadeer greps när hon var på väg att träffa en delegation från USA:s kongress som kommit till Kina för att undersöka förhållandena i Xinjiang. Det hävdades att hon hade med sig en lista över tio personer som var misstänkta för inblandning separatistisk verksamhet. Hon dömdes till åtta års fängelse, men släpptes i mars 2005 efter påtryckningar från den amerikanska regeringen. Hon befinner sig numera i exil i USA och är idag en av de främsta företrädarna för den uiguriska exilrörelsen.

## Ökad internationell uppmärksamhet
De kinesiska myndigheterna har utpekat henne som en av de "separatistiska krafterna" bakom upploppen i Ürümqi juli 2009 och har utsatt en rad stater för påtryckningar att inte bevilja henne inresetillstånd. Till exempel ledde hennes närvaro vid en filmfestival i Melbourne i augusti 2009 till stora påfrestningar på förhållandet mellan Australien och Kina. I december 2009 besökte hon även Sverige på inbjudan av bland annat riksdagsledamoten Annelie Enochson och Human Rights Defenders. Även i oktober 2010 var hon i Sverige, i samband med att hennes biografi (Kampen mot draken) släpptes på svenska .

## Utmärkelser
2004 tilldelades hon Thorolf Raftos Minnespris. Hon har även nominerats till Nobels fredspris ett flertal gånger.